# Pogonia japonica
Die Orchidee Pogonia japonica ist eine Pflanzenart der Gattung Pogonia innerhalb der Familie der Orchideen (Orchidaceae), die in Ostasien vorkommt.

## Beschreibung
Pogonia japonica wird 10 bis 20 cm, selten bis 25 cm groß. Das Rhizom wächst nach oben, es misst 2 mm im Durchmesser, die Länge der Internodien ist vom Substrat abhängig und reicht von 0,5 bis 2,5 cm. Pro Internodium entspringt eine dünne Wurzel. Die Wurzeln können in einiger Entfernung Adventivsprosse bilden. Am Rhizom stehen abwechselnd ein Niederblatt sowie ein Laubblatt tragender Spross. Das Blatt ist umgekehrt eiförmig bis spatelförmig, es wird bis 10 cm lang und 1,5 cm breit.

Pogonia japonica Sorte 'Fukushima'

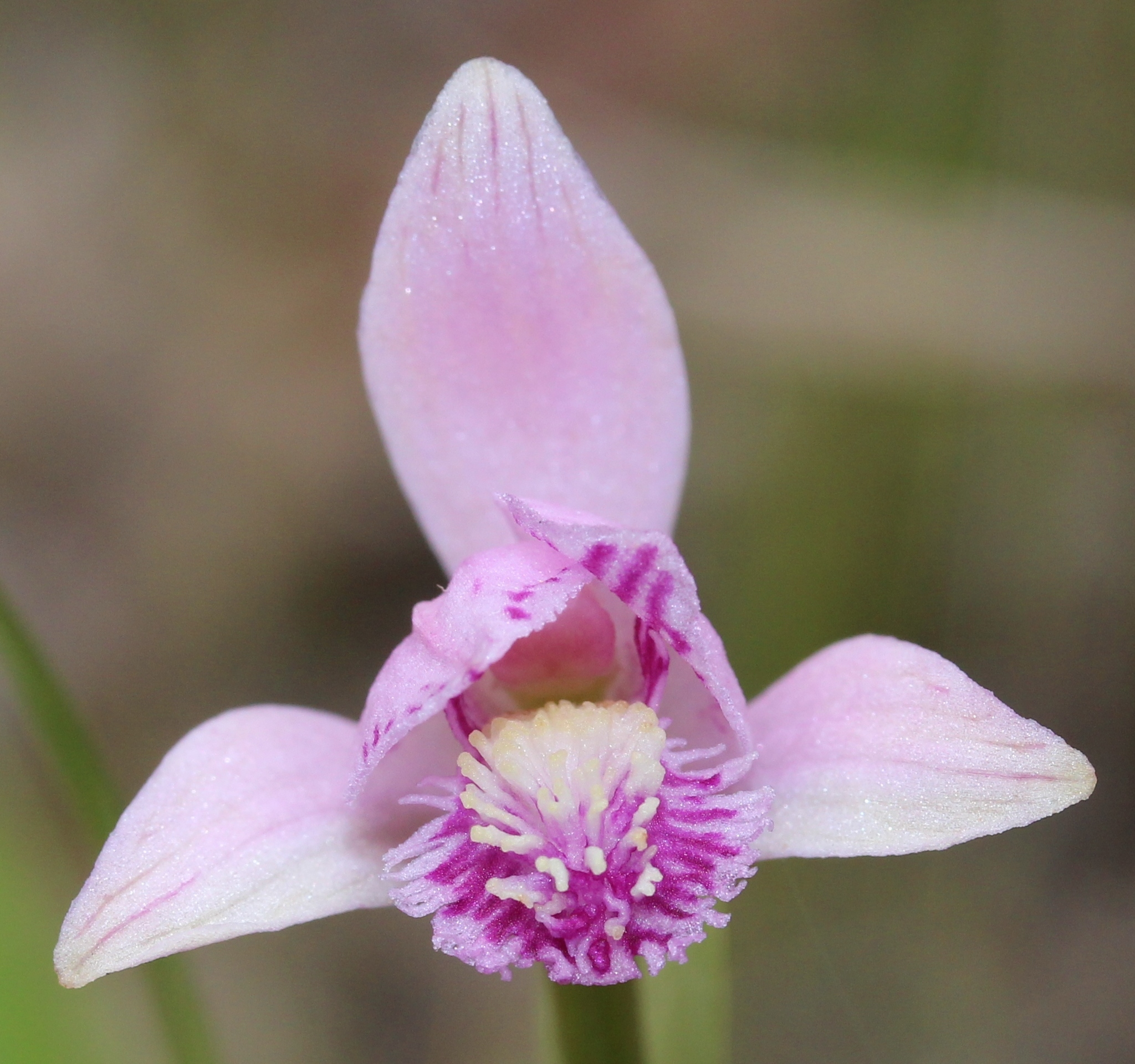
Blüte

Der endständige Blütenstand besteht aus nur einer Blüte. Das Tragblatt ist 2 bis 4 cm lang, 3 bis 7 mm breit und laubblattartig. Die Blüten sind resupiniert, die Farbe ist rosa. Die Blütenblätter werden etwa 2,5 cm lang und 0,5 cm breit, die Lippe ist etwas größer und undeutlich dreilappig, der vordere Rand ist gefranst, auf der Lippe befinden sich dichte, gelb gefärbte Anhängsel. Die Säule ist schlank, etwa 1 cm lang. Die Kapselfrucht steht aufrecht, sie wird etwa 2 cm lang und 0,5 cm breit.
Die Chromosomenzahl beträgt meist 2n=18 oder 2n=20, seltener werden Zahlen bis 2n=23, gelegentlich sogar 36, 62 oder 68 genannt.

## Vorkommen
Pogonia japonica ist in Ostasien beheimatet. Sie kommt in China, Japan, Korea und im fernöstlichen Russland vor und ist bis in Höhenlagen von 2300 Meter anzutreffen.
Die Standorte sind meist sonnig und feucht, etwa nasse Wiesen, Sümpfe und Moore. Der Boden ist sauer und arm an Nährstoffen.

## Lebenszyklus
Das auf die Keimung folgende Protokorm-Stadium wurde bei Pogonia japonica noch nicht beobachtet. Der primäre Spross wächst ein bis drei Jahre monopodial, bis er ein erstes Blatt entwickelt. Nach weiteren zwei bis drei Jahren kommt es zur ersten Blüte. Unter ungünstigen Bedingungen dauert dies auch bis zu fünf Jahren, der Spross stirbt dann häufig nach der Blüte ab, während die Pflanzen an günstigen Standorten drei bis vier Jahre hintereinander blühen können.
Der Laubaustrieb erfolgt je nach klimatischen Bedingungen im Frühjahr oder schon im Herbst. Die Blütezeit erstreckt sich von Mai bis Juli, im Norden des Verbreitungsgebiets auch bis August. Die Blüten werden von verschiedenen Hummeln (Bombus) bestäubt. Die Pflanzen produzieren weder Duft noch Nektar, die Hummeln werden also getäuscht. Einige Insekten fressen aber die Anhängsel auf der Lippe. In einigen Populationen verwechseln die Hummeln Pogonia japonica mit der ähnlichen Japanischen Sumpf-Schwertlilie (Iris ensata) und besuchen so die Blüten der Orchidee. Die Fruchtreife erstreckt sich je nach Standort von Juli bis Oktober. Die Kapselfrucht enthält etwa 2000 Samen.
Zusätzlich zur generativen Vermehrung bilden fast alle Individuen reichlich neue Sprosse an den Enden der Wurzeln und vermehren sich so vegetativ. Die so gebildeten Sprosse gleichen Jungpflanzen und benötigen ebenfalls einige Jahre bis zur Blüte.
Mykorrhiza-Pilze sind bei erwachsenen Pflanzen nur mit geringer Intensität vorhanden. Aus älteren Wurzeln wurden Ceratobasidium cornigerum und Rhizoctonia repens isoliert.

## Taxonomie
Pogonia japonica wurde 1852 durch Heinrich Gustav Reichenbach in Linnaea; Ein Journal für die Botanik in ihrem ganzen Umfange Band 25, Teil 2, Seite 228 erstbeschrieben.